# Neto
|  | Aquest article tracta sobre el riu italià. Si cerqueu el porter de futbol, vegeu «Norberto Murara Neto». |

El Neto és un riu d'Itàlia a la Calàbria, el segon més important de la regió. El seu nom llatí era Neaethus i el grec Νέαιθος. Desemboca al golf de Tàrent, prop de Crotona.
Estrabó diu que el seu nom deriva del fet que en aquest lloc les dones troianes capturades pels grecs al final de la guerra de Troia van incendiar les naus que les portaven per obligar els seus captors a establir-se en aquella part del territori, cosa que també comenta Plini el Vell. Licòfron anomena al riu Ναύαιθος, que vol confirmar l'origen del nom, a partir de ναῦς i αἴθω, cremar les naus. Teòcrit alaba l'herba abundant que creix a les seves ribes.